# Liogenys pallidicornis
Liogenys pallidicornis är en skalbaggsart som beskrevs av Blanchard 1851. Liogenys pallidicornis ingår i släktet Liogenys och familjen Melolonthidae. Inga underarter finns listade i Catalogue of Life.